# Bunte Bellardie

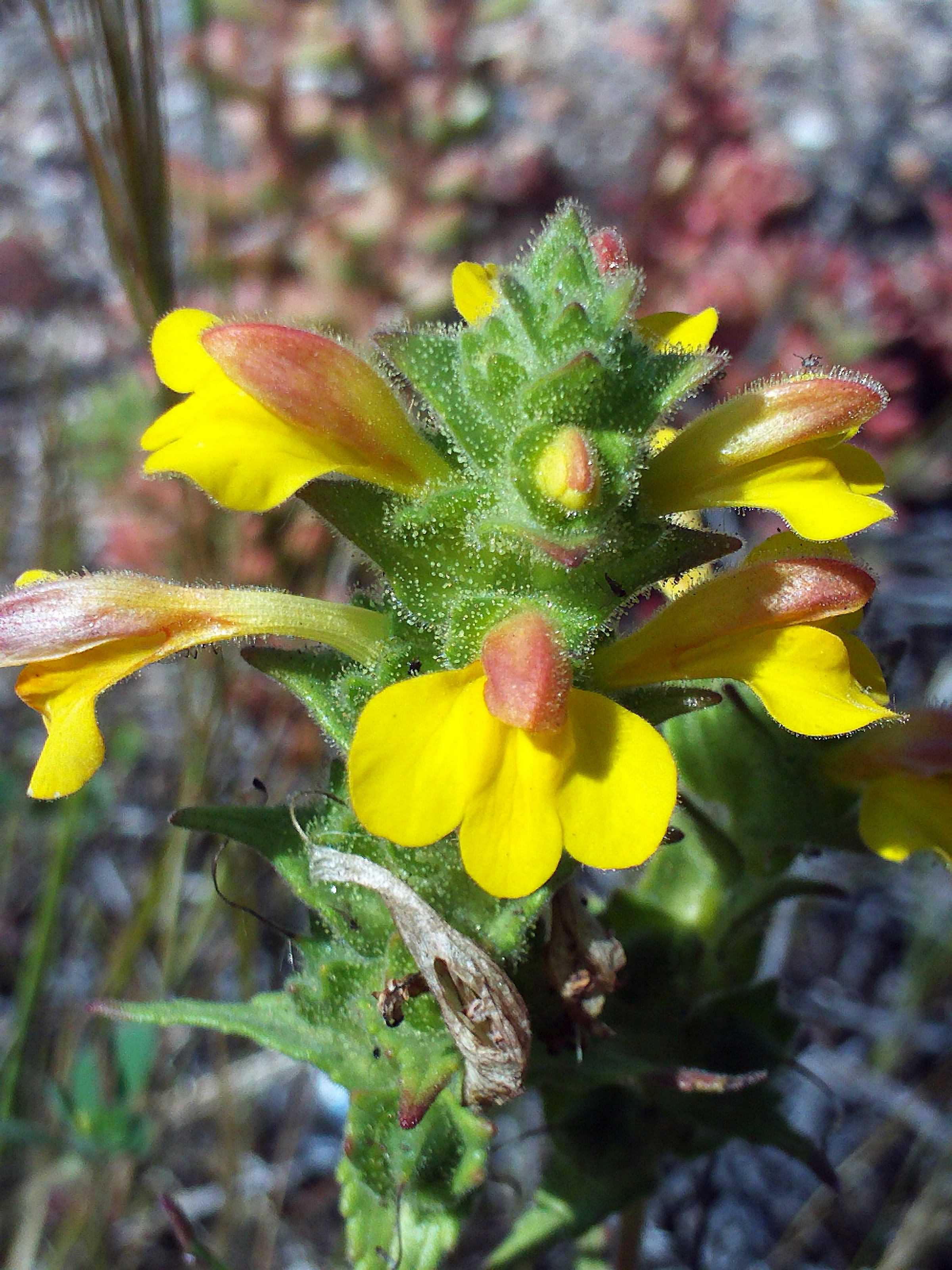
Pflanze mit gelben Blüten

Die Bunte Bellardie (Bartsia trixago L., Syn.: Bellardia trixago (L.) All.) ist eine Pflanzenart aus der Familie der Sommerwurzgewächse (Orobanchaceae). Plinius der Ältere verwendet das Wort trixago für den Edel-Gamander, seine Etymologie ist unbekannt.

## Merkmale
Die Bunte Bellardie ist ein einjähriger, krautiger Halbschmarotzer, der Wuchshöhen von 15 bis 70 Zentimeter erreicht. Sie ist drüsig behaart, aufrecht und meist einfach, manchmal aber im oberen Bereich auch verzweigter. Der Wurzelstock ist kurz und deutlich verdickt. Die Blätter sind linealisch bis linealisch-lanzettlich, 15 bis 90 × 1 bis 15 Millimeter groß, sitzend, gegenständig und stumpf bis elliptisch. Der Blattrand ist grob und stumpf gesägt.
Der Blütenstand ist eine dichte, endständige Ähre. Seine Tragblätter gleichen im unteren Bereich den Laubblättern, nach oben hin werden sie kleiner, ei- bis herzförmig und ganzrandig. Die Blütenfarbe variiert selbst innerhalb einer Population sehr stark. Die Blüten können rein gelb oder weiß mit purpurrosa sein, selten kommen auch Pflanzen mit rein weißen Blüten vor. Der Kelch ist bauchig bis glockig, 8 bis 10 Millimeter lang und sowohl oben als auch unten tief in 2 kurz gezähnte Abschnitte unterteilt. Die Kelchzipfel sind kürzer als ein Viertel der Länge der Röhre. Die Blütenkrone ist 2 bis 2,5 Zentimeter lang und verwachsen. Das Ende der Röhre sind eine helmförmige Oberlippe und eine stumpf dreilappige, flache Unterlippe. Es sind 4 Staubblätter vorhanden, welche in der Kronröhre angewachsen sind. Die Staubbeutel weisen eine borstige Behaarung auf. Am oberständigen Fruchtknoten ist das Ende des Griffels keulig verdickt.
Die Kapselfrucht ist ein drüsig behaart, kugelig und so lang wie der Kelch. Die zahlreichen kleinen Samen sind elliptisch bis nierenförmig, längs gerippt, fein quergestreift und bis zu 0,7 Millimeter lang.
Die Blütezeit reicht von April bis Juli.
Die Chromosomenzahl beträgt 2n = 24.

## Vorkommen
Die Bunte Bellardie kommt vom Mittelmeerraum bis Mitteleuropa im Norden, zu den Kanaren im Westen und zum Iran im Osten vor. Außerdem kommt sie ursprünglich auf Madeira und im südlichen Afrika vor. In Äthiopien, Kenia, im Jemen, in Australien, Texas, Kalifornien und in Südamerika ist sie ein Neophyt.

## Systematik
Die systematische Einordnung der Art ist nicht zweifelsfrei geklärt. Von einigen Autoren wird sie als Bellardia trixago in eine monotypische Gattung eingeordnet, jedoch zeigten molekularbiologische Untersuchungen, dass die Gattung Bartsia im klassisch anerkannten Umfang nicht monophyletisch ist. Die Art Bartsia trixago wird von diesen Untersuchungen in eine Klade eingeordnet, die neben Bartsia trixago und Bartsia crenata auch beide Vertreter der Gattung Parentucellia enthält:
|  | \| \| Bartsia crenata \| \| \| \| \| \| Parentucellia latifolia \| \| \| \| |
|  |                                                                             |
|  | Parentucellia viscosa                                                       |
|  |                                                                             |
|  | Bartsia crenata                                                             |
|  |                                                                             |
|  | Parentucellia latifolia                                                     |
|  |                                                                             |

|  | Bartsia crenata         |
|  |                         |
|  | Parentucellia latifolia |
|  |                         |

|  | \| \| Bartsia crenata \| \| \| \| \| \| Parentucellia latifolia \| \| \| \| |
|  |                                                                             |
|  | Parentucellia viscosa                                                       |
|  |                                                                             |
|  | Bartsia crenata                                                             |
|  |                                                                             |
|  | Parentucellia latifolia                                                     |
|  |                                                                             |

|  | Bartsia crenata         |
|  |                         |
|  | Parentucellia latifolia |
|  |                         |

## Belege